# Luis Díaz (Tangomusiker)
Luis Díaz Espejo (* 8. Februar 1893 in Paysandú; † 19. April 1978) war ein argentinischer Opern- und Tangosänger, Schauspieler und Tangodichter uruguayischer Herkunft.

## Leben und Wirken
Díaz wuchs in Buenos Aires auf. Er hatte Unterricht bei Juan Gutiérrez und gehörte der Opernkompagnie an, die zur Eröffnung des Teatro Progreso Georges Bizets Carmen aufführte. Mit dem Aufkommen des Radios arbeitete er als Rundfunksprecher. Seine erste Aufnahme war 1927 der Tango Angustia von Horacio Pettorossi mit Francisco Canaros Orchester. Im Cine Select Lavalle debütierte er mit dem Orchester Donato-Zerillo. Mit Julio De Caro trat er bei den Karnevalsbällen 1929 und 1930 auf.
1929 wurde er Sänger des Labels Brunswick Records, wo er als Duosänger und Refrainsänger des Orchester des Label sang und auch mit Sam Libermans Jazzband zusammenarbeitete. Es entstanden Aufnahmen mit den Orchestern Edgardo Donato, Julio De Caros, Pedro Maffias, Ricardo Luis Brignolos und Osvaldo Fresedos und dem Orquesta Típica Brunswick. Bei Odeon nahm er mit Roberto Firpo auf, bei Victor mit Adolfo Carabelli, dem Orquesta Típica Víctor und dem Orquesta Típica Los Provincianos. Mit Julio De Caro tourte er 1931 durch Frankreich und Italien.
Als Opernsänger trat Díaz 1932 in Enrique Sussinis Madame Lynch (nach einem Libretto von Enrique García Velloso und Agustín Remón) im Teatro Odeón in Buenos Aires auf. In dem Film Los Tres Berretines sang er 1933 begleitet von José María Rizzuti, Aníbal Troilo und Vicente Tagliacozzo den Tango Araca la cana. Für den Film Galería de Esperanzas (1934) schrieb er neben Enrique Cadícamo Songtexte und sang den Vals Ríe und die Tangos Pebeta goalkeaper und Luces de París, alle komponiert von Cátulo Castillo mit Texten von Cadícamo. 1936 trat er in Poncho Blanco neben Luisa Vehil und Benita Puertolas und in Virgencita de Pompeya neben Nelly Quell, Enrique Maroni und Silvio Spaventa auf.
Am Teatro Argentino trat er 1937 in Allende Iragorris Stück Se acabó lo que se daba in der Regie von Atilio Supparo mit Margarita Sola und Roberto Páez auf. Radio Porteña engagierte ihn als Sprecher und Sänger für das Stück Los Caminos de la Historia von Héctor Pedro Blomberg und Carlos Viale Paz. Nach Auftritten bei Radio Belgrano reiste er Ende 1937 nach Montevideo und debütierte dort mit einer Gitarristengruppe bei Radio Carve.
Nach seiner Rückkehr nach Argentinien entstanden 1938 Aufnahmen mit dem Orchester Julio De Caros bei Radio El Mundo. Im Sommer des Jahres trat er im Parque Hotel mit Eddie Kays Alabama Jazz Band auf. Ebenfalls in Montevideo gastierte er im Folgejahr mit De Caro im Club Atlético Defensor Sporting. Im März 1938 nahm er mit De Caro den Walzer Era mi vida und den Tango Coraje auf. Danach zog er sich vom Showbusiness zurück.

## Texte
- Tierra querida (Tango, komponiert von Julio De Caro)
- Cote d'Azur (Tango, komponiert von Julio De Caro)
- Ilusión de pierrot (Walzer, komponiert von Julio De Caro)
- Quedan tuitos invitaos (Ranchera, komponiert von Julio De Caro)
- Yo quiero casarme (Tango, komponiert von Edgardo Donato)
- Ya se ha marcao la hacienda (Ranchera, komponiert von Edgardo Donato)
- Narciso negro (Tango, komponiert von Pascual Martínez)
- El barrio murmura (Tango, komponiert von Álvaro Sanjurjo Varela)